# Palenque
 Ovo je glavno značenje pojma Palenque. Za druga značenja pogledajte Palenque (razdvojba).
Palenque (šp. skr. za „Stara utvrda”, preko mayanskog Otolum, što znači „Zemlja tvrdih kuća”) je pretkolumbovski grad Maya u meksičkoj državi Chiapas, blizu rijeke Usumacinta, oko 130 km južno od grada Ciudad del Carmen. Grad datira od 100. pr. Kr. do oko 800. godine, nakon čega je obrastao u džunglu cedara, mahagonija i sapodilla. Palenque je grad srednje velične, mnogo manji od sličnih gradova kao što su Tikal ili Copán, ali su u njemu arhitekti postigli profinjenost u izgradnji piramida, raskošnih krovnih pokrova piramida, profinjenih skulptura i bareljefa. Zbog toga je upisan na UNESCO-ov popis mjesta svjetske baštine u Sjevernoj Americi 1987. godine.

## Odlike
Umjetne terase Palenquea u podnožju Chiapasa na jugoistoku i nizine na sjeveru su promijenile prirodnu topografiju mjesta, stvarajući cjelovitu hijerarhiju volumena i prostora gdje su platforme i zgrade organizirane u skladnu ravnotežu. Otulum, pritoka Usumacinte, bio je usmjeren na genijalan način 50 m dugim nadsvođenim kanalom koji prolazi kroz cijeli grad. 
Zgrade Palenquea, koje su podignute za zlatnog doba grada od 500. – 700. godine, se odlikuju kvalitetom i lakoćom dobivene novim građevinskim tehnikama i metodama drenaže koje su razvijene kako bi se smanjila debljina zidova. Unutarnji prostori su se proširili, dodano je više otvora, a uporaba galerija i bogato ukrašavanje skulpturama i štukom je arhitekturi dala jedinstvenu eleganciju koja do tada nije viđena kod Maya. Njegov utjecaj je značajan u bazenu Usumacinta, a proteže se čak i daleko do Comalcalcoa, na zapadnoj granici kulturne Maya.
Dominantna građevina u središnjem prostranom području je Palača (Palacio). Podignuta u različitim razdobljima na ogromnom umjetnom brežuljku u obliku krnje piramide, sastoji se od raznih zgrada od kojih je jedinstvenje toranj na jugozapadnom kutu koji je neka vrsta stražarnice ili astronomski opservatorij, a jedinstven je primjer u arhitekturi Maya.
Tu se nalaze i tri čuvena hrama organizirana u križni tlocrt: Sunca, Križa i Lisnatog križa. Križ je bio vrlo važan znamen koji je upućivao na četiri dijela svemira po shvaćanju Maya. Hram boga Sunca s brodovima nadsvođenim „lažnim svodovima” najbolje je očuvana piramida klasičnog doba, a najveći hram, Hram natpisa, jedan je od rijetkih primjera ukopne srednjoameričke piramide. Za sebe ga je dao izgraditi Pakal Veliki, najslavniji gospodar Palenquea. Osim sarkofaga u Pakalovoj grobnici, hram sadrži i čitav niz dragocjenih predmeta od opsidijana.
U Palenqueu je sačuvano mnogo radova u štuku, pretežito obojenog crvenom i plavom bojom, a rabio se za dekoriranje stupova palača i kripti u hramovima. 
- Ruševine palače
- Hram presavijenog križa
- Dvorana Hrama sunca
- Hram križa
- Igralište za pelote
- Bareljef kralja Pakala Velikog
- Skulptura Pakala I.
- Pogrebna maska Pakala I.
- Tuxtla sa "skladišta tamjana"
- Hijeroglifi Palenquea

## Povijest
Izvorno ime grada je bilo Lakam Ha, što na mayanskom znači „Velika voda”, jer se oko grada nalaze brojni izvori i široki kaskadni slapovi. Prema najčešćem hijeroglifu zaključeno je kako je Palenque bio prijestolnica mayanskog grada-države B'aakal ili B'aak („kost”).
Povijest Palenquea je uglavnom iščitana s hijeroglifskih natpisa s brojnih spomenika, te se tako došlo do spoznaje o kontinuitetu vladajućih dinastija Palenquea od 5. do 9. stoljeća, ali i o njihovom rivalstvu s drugim gradovima-državama kao što su Calakmul i Toniná. Najslavniji vladar je bio Pakal Veliki, čija je grobnica pronađena ispod Hrama natpisa.
Brojne zgrade su raspršene između jugoistočnog kompleksa hramova križa i južnog Hama natpisa. One su identificirane, a ponekad istražive i obnovljene nakon što su iskopane. Prva takva obnova na spomenika Palenquea se poduzela tek 1940. godine. U daljini se mogu vidjeti druge veličanstvene hramovi-piramide koje su skrivene vegetacijom. Do 2005. iskopano je više od 2,5 km², ali se pretpostavlja da je to tek 10% ukupne površine grada i da džungla oko arheološkog lokaliteta skriva još na tisuće spomenika.
Godine 1981., Palenque je proglašen nacionalnim parkom, a UNESCO ga je proglasio mjestom svjetske baštine 1987. godine.
Iskapanjem Palače 2022. godine pronađen je prvi trodimenzionalni prikaz „Božanstva kukuruza”, glava od štuka stara preko 1300 godina.  

### Popis vladara Palenquea
| - K'uk B'alam I., 11. ožujka 431. – 435. - "Casper" (nadimak; izvorno ime nije prevedeno, poznat još kao "11 Kunića", a koji je vladao i El Tajínom) 10. kolovoza 435. – 487. - B'utz Aj Sak Chiik, 29. srpnja 487. – 501. - Ahkal Mo' Naab' I., 5. Lipanj, 501 - 1. prosinca 524. - prazno ? - K'an Joy Chitam I., 25. veljače 529. – 8. veljače 565. - Ahkal Mo' Naab' II., 4. svibnja 565. – 23. srpnja 570. - prazno ? - Kan B'alam I., 8. travnja 572. – 3. veljače 583. - Yohl Ik'nal (žena) 583. – 604. - Aj Ne' Yohl Mat, 605. – 612. | - Pakal I., 612. - Sac-Kuk (Žena), 612. – 615., preminula 640. - K'inich Janaab' Pakal ili Pakal II., 615. – 683. - K'inich Kan B'alam II., ("Chan Bahlam II") 683. – 702. - K'inich K'an Joy Chitam II. ("Kan Xul II."), 702. – 711., preminuo 722? - Xoc regent 711?-oko 722. - K'inich Ahkal Mo' Naab' III. ("Chaacal III."), 3. siječnja 722. - poslije 729. - K'inich Janaab' Pakal ("Pakal III."), oko 742. - K'inich K'uk B'alam II., 8. ožujka 765. - ? - Wak Kimi Janhb' Pakal ("Pakal IV.") 17. studenog 799.-? |

## Poveznice
- Pretkolumbovska umjetnost
- Xochicalco
- Tikal